# 拉艾
拉艾（法語：La Haye，法語發音：[la ɛ] ⓘ）是法国芒什省的一个市镇，属于库唐斯区。该市镇于2016年由原市镇拉艾迪皮、博德勒维尔、博勒维尔、格拉蒂尼、莫贝克、蒙加尔东、圣雷米德朗德、圣桑福里安-勒瓦卢瓦和叙尔维尔合并而成，行政中心位于拉艾迪皮。

## 地理
拉艾（49°17'24"N, 1°32'32"W）面积63.81 平方千米，位于法国诺曼底大区芒什省，该省份为法国西北部沿海省份，西、北、东北三面环大西洋，东起顺时针与卡爾瓦多斯省、奧恩省、马耶讷省和伊勒-维莱讷省接壤。
与拉艾接壤的市镇（或旧市镇、城区）包括：蒙瑟内勒、讷梅尼勒、滨海巴伊港、莱赛、艾河畔布雷特维尔、圣尼古拉-德皮埃尔蓬、圣索沃尔-德皮埃尔蓬、韦利、艾河畔圣日耳曼。
拉艾的时区为UTC+01:00、UTC+02:00（夏令时）。

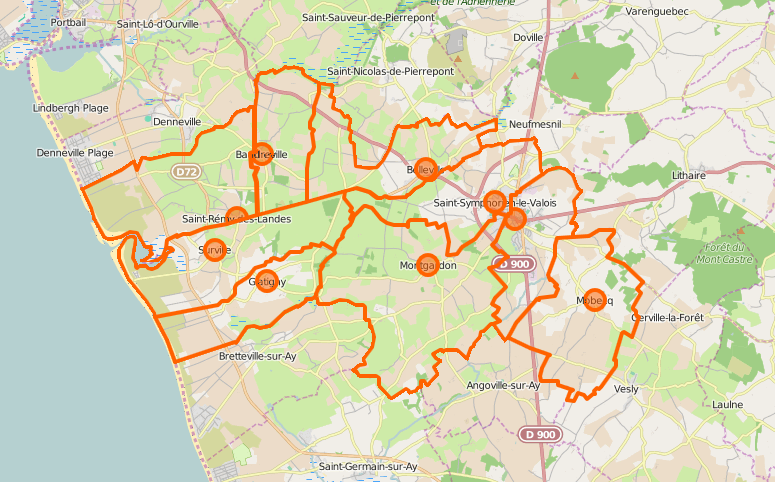
拉艾的OSM定位图

## 行政
拉艾的邮政编码为50250，INSEE市镇编码为50236。

## 政治
拉艾所属的省级选区为克雷昂斯县。

## 人口
拉艾于2022年1月1日时的人口数量为3986人。